# St. Alban's English Church
St. Alban's English Church ligger i Churchillparken i København mellem Kastellet, Gefionspringvandet og Frihedsmuseet. Det er den eneste anglikanske kirke i Danmark.
Kirken har sit navn efter Sankt Alban, Englands første martyr, som blev henrettet omkring år 304.

## Historie
Så tidligt som i 1500-tallet var der en stor engelsktalende minoritet i Danmark, som ønskede at afholde gudstjenester i deres egen tro, men Kongeloven af 1665 tillod kun den lutherske statskirke. Sidst i 1700-tallet blev der dog gjort flere og flere undtagelser fra loven, og i 1834 kunne den engelske menighed i København afholde gudstjenester i lejede lokaler i Store Kongensgade 51. I 1849 blev der ved vedtagelsen af Grundloven religionsfrihed i Danmark.
Det var i længden ikke tilfredsstillende for menigheden at benytte forskellige lejede lokaler, og den ville gerne have en rigtig kirke, men da der kun var menighedens medlemmer til at betale, var det nærmest umuligt for dem at skaffe en grund til at bygge på, for slet ikke at tale om at finansiere et kirkebyggeri. I 1853 blev der nedsat en komite, som skulle prøve at skaffe midlerne, men først i 1864, da man appellerede til Prinsen af Wales (den senere kong Edward 7.), som var blevet gift med den danske prinsesse Alexandra, begyndte der at ske noget. Prinsessen ville gerne gøre noget for sine nye landsmænd bosiddende i Danmark, og det lykkedes parret at skaffe dels den meget attraktive byggegrund ved Kastellet, dels midlerne til at bygge kirken.
Den 19. september 1885 kunne prinsessen nedlægge grundstenen til kirken under overværelse af et større opbud af europæiske kongelige. Kirken blev tegnet af Sir Arthur Blomfield, og byggeriet blev forestået af Ludvig Fenger. Efter mindre end to år blev topstenen sat på tårnet, og den 17. september 1887 blev kirken indviet med deltagelse af et endnu større opbud af kongelige, diplomater, ministre og kirkefolk. Kirkens klokker kom dog først på plads i november 1887, da de første, som blev leveret, ikke var stemt korrekt. Under indvielsen blev der ringet med lånte klokker.
Kirken var oprindeligt uden kunstlys – først i 1928 blev der indlagt elektrisk belysning. Det varede til vinteren 1932-33, før der blev indlagt varme.
Før kirkens 100 års jubilæum i 1982 blev der taget initiativ til at restaurere kirken. Det lykkedes at indsamle de nødvendige midler, og kirken blev istandsat under ledelse arkitekten Jens Christian Varming, så rammerne var i orden til jubilæumsgudstjenesten 19. september 1985.

## Kirkebygningen
St. Alban's ligner ikke en typisk dansk kirke, men det er heller ikke meningen. Den er så vidt muligt tegnet og bygget, som man ville gøre det i England. Stilen er engelsk gotik, med høje spidsbuede vinduer og kraftige støttepiller i flere led. Materialet er faksekalk, kløvet flint fra Stevns, og spiret er af ølandssten. Tagstenene er fra Broseley i Shropshire. Grundplanen er også usædvanlig set med danske øjne. Som i en traditionel dansk kirke er der et hovedskib med et lidt mindre, tilbygget kor mod øst, men skibet har et sideskib på nordsiden, og koret har små tilbygninger på nord- og sydsiden, som danner et lille tværskib. Tårnet er anbragt for vestenden af sideskibet, altså ved skibets nordvesthjørne, og våbenhuset på tværs ved skibets vestgavl, med indgang fra syd. Tårnet rummer otte rørklokker, da det ikke er kraftigt nok til at bære rigtige klokker.
Indvendig domineres kirkerummet også af gotikkens spidsbuer og kraftige stavværk udført i kalksten fra Faxe, men i en finere, lysere kvalitet end eksteriøret. Sideskibet afgrænses af arkadebuer båret af glatte cylindriske søjler. Loftshvælvet er beklædt med mørkt træ. Koret er hævet to trin over skibet. Der er ingen pulpiturer i kirken.
Det meste af kirkens inventar er gaver fra firmaer og privatpersoner. Fx er gulvet og den nederste del af væggene beklædt med fliser fra Campbell Tile Co., egetræsstolestaderne er doneret af rejseagenten Thomas Cook & Sons og altertavlen, prædikestolen og døbefonten af Doulton i Lambeth. Doulton er et engelsk firma kendt for lertøj, keramik og porcelæn, og de nævnte inventardele er usædvanligt nok fremstillet i terrakotta (brændt ler) med glaserede detaljer. Kunstneren er George Tinworth.
- Alter
- Prædikestol
- Døbefont
- Orgel

Orglet, der er en anonym gave, er fremstillet af J.W. Walker & Sons Ltd., som også renoverede det i 1966. Det er placeret i gulvhøjde i koret i det sydlige tværskib.
Døbefonten er placeret ved indgangen til kirkerummet, som det tidligere var almindeligt i danske kirker. Tanken er, at barnet bliver medlem af kirken, når det bliver døbt, og dåben derfor må ske ved kirkens indgang.
På sideskibets nordvæg hænger en mindetavle for prinsesse Alexandra, der betragtes som kirken grundlægger.
- Mindetavle for prinsesse Alexandra
- Glasmosaikvinduer i korets østgavl
- Glasmosaikvindue i skibets sydside
- Glasmosaikvindue i våbenhuset